# Ronde van Frankrijk 2018/Achtste etappe
De achtste etappe van de Ronde van Frankrijk 2018 werd verreden op zaterdag 14 juli 2018 van Dreux naar Amiens.

## Wedstrijdverloop
Opnieuw een sprintersetappe, er is weinig interesse om te ontsnappen en Marcus Burghardt gaat solo met de eerste aanval van de dag. De tweede aanval is van Laurens ten Dam, hij krijgt Fabien Grellier en Marco Minnaard mee. Ten Dam laat zich inlopen en zijn twee medevluchters worden later gegrepen door het peloton. Philippe Gilbert probeert nog solo weg te rijden in de finale, maar niets kan een nieuwe sprint stoppen. De Nederlander Dylan Groenewegen toont zich voor de tweede dag op rij de sterkste.

## Uitslag
| Rituitslag Dreux - Amiens (181 km) |                    |                     |          |
| Plaats                             | Naam               | Ploeg               | Tijd     |
| Winnaar                            | Dylan Groenewegen  | Team LottoNL-Jumbo  | 4u23'36" |
| 2                                  | Peter Sagan        | BORA-hansgrohe      | z.t.     |
| 3                                  | John Degenkolb     | Trek-Segafredo      | z.t.     |
| 4                                  | Alexander Kristoff | UAE Team Emirates   | z.t.     |
| 5                                  | Arnaud Démare      | Groupama-FDJ        | z.t.     |
| 6                                  | Thomas Boudat      | Direct Energie      | z.t.     |
| 7                                  | Nikias Arndt       | Team Sunweb         | z.t.     |
| 8                                  | Mark Cavendish     | Team Dimension Data | z.t.     |
| 9                                  | Yves Lampaert      | Quick-Step Floors   | z.t.     |
| 10                                 | Andrea Pasqualon   | Wanty-Groupe Gobert | z.t.     |

| Algemeen klassement |                    |                           |           |
| Plaats              | Naam               | Ploeg                     | Tijd      |
| Gele trui           | Greg Van Avermaet  | BMC Racing Team           | 32u43'00" |
| 2                   | Geraint Thomas     | Team Sky                  | + 7"      |
| 3                   | Tejay van Garderen | BMC Racing Team           | + 9"      |
| 4                   | Philippe Gilbert   | Quick-Step Floors         | + 16"     |
| 5                   | Bob Jungels        | Quick-Step Floors         | + 22"     |
| 6                   | Rigoberto Urán     | EF Education First-Drapac | + 49"     |
| 7                   | Alejandro Valverde | Movistar Team             | + 55"     |
| 8                   | Rafał Majka        | BORA-hansgrohe            | + 56"     |
| 9                   | Jakob Fuglsang     | Astana Pro Team           | + 57"     |
| 10                  | Richie Porte       | BMC Racing Team           | z.t.      |
|                     |                    |                           |           |
| 17                  | Bauke Mollema      | Trek-Segafredo            | + 1'22"   |

## Nevenklassementen
| Puntenklassement |                   |                    |        |
| Plaats           | Naam              | Ploeg              | Punten |
| Groene trui      | Peter Sagan       | BORA-hansgrohe     | 277    |
| 2                | Fernando Gaviria  | Quick-Step Floors  | 214    |
| 3                | Dylan Groenewegen | Team LottoNL-Jumbo | 132    |

| Bergklassement |                  |                     |        |
| Plaats         | Naam             | Ploeg               | Punten |
| Bolletjestrui  | Toms Skujiņš     | Trek-Segafredo      | 6      |
| 2              | Sylvain Chavanel | Direct Énergie      | 4      |
| 3              | Dion Smith       | Wanty-Groupe Gobert | 4      |

| Jongerenklassement |                      |                  |           |
| Plaats             | Naam                 | Ploeg            | Tijd      |
| Witte trui         | Søren Kragh Andersen | Team Sunweb      | 32u44'07" |
| 2                  | Egan Bernal          | Team Sky         | +27"      |
| 3                  | Pierre Latour        | AG2R La Mondiale | +2'17     |

| Ploegenklassement |                   |           |
| Plaats            | Ploeg             | Tijd      |
|                   | Quick-Step Floors | 98u48'50" |
| 2                 | BMC Racing Team   | + 8"      |
| 3                 | Team Sky          | + 1'50"   |
| 4                 | Bahrain-Merida    | + 3'56"   |
| 5                 | Movistar Team     | + 4'01"   |

## Opgaven
In deze etappe waren er geen opgaves.
1e etappe ·
2e etappe ·
3e etappe ·
4e etappe ·
5e etappe ·
6e etappe ·
7e etappe ·
8e etappe ·
9e etappe ·
10e etappe ·
11e etappe ·
12e etappe ·
13e etappe ·
14e etappe ·
15e etappe ·
16e etappe ·
17e etappe ·
18e etappe ·
19e etappe ·
20e etappe ·
21e etappe
Startlijst · Eindstanden · Afbeeldingen